# 弗拉基米尔·克拉伊涅夫
弗拉基米尔·弗谢沃洛多维奇·克拉伊涅夫（俄语：Владимир Всеволодович Крайнев，羅馬化：Vladimir Vsevolodovich Krainev，1944年4月1日—2011年4月29日），俄罗斯钢琴家。 

## 生平
克拉伊涅夫出生于克拉斯诺亚尔斯克，先后就读于哈尔科夫音乐学校和莫斯科中央音乐学校，在莫斯科音乐学院师从涅高兹父子，1969年毕业。克拉伊涅夫曾在多个国际钢琴比赛中获奖，包括1963年利兹国际钢琴比赛第二名、1964年里斯本维阿纳·达·莫塔国际音乐比赛第一名（与内尔森·弗莱雷并列）、1970年柴可夫斯基国际音乐比赛第一名（与约翰·里尔并列）。
克拉伊涅夫作为独奏家曾到世界各地演出，合作伙伴有古特曼、克雷默、海因里希·席夫、鲍罗定弦乐四重奏等。作曲家施尼特凯曾将所写的钢琴弦乐协奏曲题献给克拉伊涅夫，由他于1979年首演。 
1992年起，克拉伊涅夫任教于汉诺威音乐与戏剧学院，直至2011年去世。
克拉伊涅夫的妻子是花样滑冰教练塔提亚娜·塔拉索娃。